# Ravasz Árpád
Ravasz Árpád (Mező-Kövesd, Maros-Torda megye, 1874. július 27. – Budapest, 1939. január 9.) református főgimnáziumi tanár.

## Életútja
Ravasz János és Gönczi Gizella fia. 1892-ig a marosvásárhelyi református kollégiumban, majd 1896-ig a kolozsvári egyetemen tanult. 1898-ban tett tanári vizsgát a magyarból és latinból; ezután tanár volt Székelyudvarhelyen. Lipcsében, Heidelbergben és Berlinben (1900-1901) képezte magát tovább. 1903-tól a budapesti református gimnáziumban oktatta a latin nyelvet, magyar nyelvet és irodalmat, majd 1909-től 1935-ig az intézmény igazgatója volt. 1919 és 1921 az újjáalakult Magyar Cserkészszövetség első elnöke volt, később pedig társelnöke. Halálát szívbénulás, jobboldali tüdőgyulladás okozta. Felesége Duzs Erzsébet volt.
Cikkei a székelyudvarhelyi református kollégium Értesítőjében (1900. A humor Arany Jánosnál, Ism. Egyet. Philol. Közlöny 1901.); a Magyar Szóban (1901. Hans Thoma); a Magyar Paedagogiában (1904. a magyar nyelv tanítása a középiskolák alsóbb osztályaiban).